# Regional Express Airlines
Regional Express (còn được gọi là Rex) là một hãng hàng không Úc có trụ sở tại Mascot, New South Wales. Hãng phục vụ các tuyến bay thường lệ trong khu vực. Đây là hãng hàng không khu vực lớn nhất của Úc bên ngoài tập đoàn Qantas và phục vụ New South Wales, Nam Úc, Victoria, Bắc Queensland và Tasmania. Toàn bộ đội tàu bay của hãng bao gồm các máy bay lắp ráp tại Thụy Điển, máy bay phản lực cánh quạt Saab 30 có số chỗ ngồi 33, 34 hoặc 36 chỗ.